# Neufahrn (Schäftlarn)
Neufahrn ist ein Ortsteil der Gemeinde Schäftlarn im oberbayerischen Landkreis München. Das Kirchdorf liegt etwa zwei Kilometer nordwestlich des Klosters Schäftlarn. Der Ort ist über die Staatsstraße 2065 zu erreichen.

## Geschichte
Neufahrn wird um 1140 als Niuvarn erstmals urkundlich genannt. Es bedeutet ‚bei der neuen Sippe‘ – neu im Sinne von gerade erst angesiedelt. Grundherr war bis zur Säkularisation 1803 das Kloster Schäftlarn. Der Ort wurde im Zuge der Verwaltungsreformen in Bayern 1818 der politischen Gemeinde Hohenschäftlarn zugeordnet, deren Name im Jahr 1873 amtlich in Schäftlarn geändert wurde. 

## Baudenkmäler
Siehe auch: Liste der Baudenkmäler in Neufahrn
- Katholische Filialkirche St. Martin
- Waldkapelle, erbaut um 1630